# Anuraphis catonii
Anuraphis catonii är en insektsart som beskrevs av Hille Ris Lambers 1935. Anuraphis catonii ingår i släktet Anuraphis och familjen långrörsbladlöss. Arten är reproducerande i Sverige. Inga underarter finns listade i Catalogue of Life.